# 鶴岡市立荘内病院
鶴岡市立荘内病院（つるおかしりつしょうないびょういん）は、山形県鶴岡市に位置する医療機関。鶴岡市病院事業の設置等に関する条例（平成17年10月1日条例第152号）に基づき鶴岡市が設置する公立の病院である。酒田市の日本海総合病院とともに庄内二次医療圏を支えている。地域医療支援病院の承認を受けるほか、地域周産期母子医療センター、エイズ治療拠点病院、医師の卒後臨床研修指定病院などの指定を受ける。

## 概要
1913年6月、東・西田川郡組合立荘内病院として当時の鶴岡町に開院する。1922年の郡制の廃止に伴い鶴岡町に運営が移管され、1924年に町の市制施行によって市立病院となる。
昭和に入り、戦況が悪化した際には病院の運営もままならなくなったが、日本医科大学が鶴岡に疎開することとなったため、同大に運営を委託。1947年秋まで日本医科大学付属荘内病院として運営された。
日本医科大が東京に帰還後には、新潟大学医学部から支援を得て病院が運営され、1950年3月には市立荘内看護専門学校の前身となる甲種看護婦養成所も開設している。
2003年7月1日、総事業費約250億円を投じ建設した地上10階建ての新病院において診察を開始した。新病院の屋上にはヘリポートを設置したほか、新生児医療センター等も新たに設けた。またIT化を推進するため電子カルテを中心とする統合医療システムを導入したほか、地元医師会との連携も進めた。
呼吸器科および循環器科に医師を派遣している新潟大が、専門医不足などの理由で、2019年4月を以って、医師派遣の休止を通知したことを受け（循環器科は2020年4月で休止）、山形大医学部と関連病院などでつくる蔵王協議会（会長：嘉山孝正山大医学部参与）は、2019年2月20日、荘内病院の要望に応え、2科へ医師を派遣するなど支援を行うと発表した。支援には日本海総合病院も加わる。この方針によって、4月からは、山形大が非常勤の専門医を週1回程度、呼吸器科に派遣し、外来で診察してトリアージ（治療優先順位決定）などを担い、重篤な場合は日本海総合病院が対応に当たる。また、循環器科は医師派遣休止で2020年4月から1人体制となる恐れがあったが、山形大から専門医1人を含む常勤医師2人を派遣して対応するとしている。

## 沿革
- 1913年6月 -「東・西田川郡組合立荘内病院」開院。外来診療開始。
- 1924年10月 -「鶴岡市立荘内病院」と改称する。
- 1945年
  - 4月 - 日本医科大学医学部1-3学年が鶴岡に疎開。
  - 7月 - 日本医科大に運営を委託。「日本医科大学付属荘内病院」と改称する。
- 1947年11月15日 - 運営が市に戻り、再び「鶴岡市立荘内病院」となる。
- 1957年7月 - 総合病院に指定される。
- 1982年10月 - 食療科優良集団給食施設として厚生大臣より表彰される。
- 1997年4月 - 不妊治療としての「体外受精」が産婦人科で開始される。
- 2003年7月 - 24診療科、病床数520床体制で、新病院が開院する。
- 2007年1月 - 病院機能評価認定 (ver4.0)。

## 診療科など
医療職員
2016年4月1日現在。
- 医師 68名
- 歯科医師 3名
- 医療技術員 103名
- 看護職員 499名

全25科
| - 内科 - 精神科 - 神経内科 - 呼吸器科 - 消化器科 - 循環器科 - 外科 - 整形外科 | - 形成外科 - 脳神経外科 - 小児外科 - 呼吸器外科 - 心臓血管外科 - 産科 - 婦人科 - 耳鼻咽喉科 | - 眼科 - 小児科 - 皮膚科 - 泌尿器科 - 歯科口腔外科 - 麻酔科 - 放射線科 - リハビリテーション科 - 病理診断科 |

院内施設
- 売店
- 展望レストラン
- 入院セット自動販売機
- 理容室・美容室
- ATM
- いずみ市民図書室

## 歴代院長
| 初代 | 野口秀一郎 |
| 2代  | 中目哲男   |
| 3代  | 和合平之助 |
| 4代  | 石井十寸穂 |
| 5代  | 筒井省二   |
| 6代  | 館山忠雄   |
| 7代  | 赤木勝雄   |
| 8代  | 斎藤淏     |
| 9代  | 家田三郎   |
| 10代 | 渡部廣明   |
| 11代 | 高橋権三郎 |
| 12代 | 若林芳夫   |
| 13代 | 太田秋郎   |
| 14代 | 岡村俊一   |
| 15代 | 鈴木伸男   |
| 16代 | 奥村浩     |
| 17代 | 松原要一   |
| 18代 | 三科武     |
| 19代 | 鈴木聡     |

## 医療機関指定
出典
| 未熟児養育医療機関                   | 原子爆弾被爆者一般疾病医療機関   |
| 救急告示医療機関                     | エイズ治療拠点病院               |
| 災害拠点病院（地域災害医療センター） | 臨床研修病院                     |
| 地域医療支援病院                     | 山形県地域周産期母子医療センター |
| 山形県がん診療連携指定病院           | 山形DMAT指定病院                 |

## 施設指定
出典
| 日本循環器学会循環器専門医研修施設                                 | 日本手外科学会基幹研修施設               |
| 日本外科学会外科専門医制度修練施設                                 | 日本臨床衛生検査技師会精度保証施設       |
| 日本消化器外科学会専門医修練施設                                   | 病院機能評価認定（3rdG Ver.2.0）         |
| 日本産科婦人科学会専門研修連携施設                                 | NCD（National Clinical Database）施設    |
| 日本乳癌学会認定施設                                               | 日本脳卒中学会認定研修教育施設           |
| 日本周産期・新生児医学会専門医制度(新生児・母体・胎児)指定研修施設 | 日本神経学会専門医制度准教育施設         |
| 日本脳神経外科学会専門医関連施設                                   | 日本がん治療認定医機構認定研修施設       |
| 日本小児科学会専門医研修施設                                       | 日本消化器病学会関連施設                 |
| 日本小児外科学会教育関連施設B                                      | 日本病態栄養学会、日本栄養士会認定       |
| がん病態栄養専門管理栄養士 研修実地修練施設                        | 日本医学放射線学会放射線科専門医修練機関 |
| 日本認知症学会教育施設                                             | 日本泌尿器科学会専門医拠点教育施設       |
| 母体保護法指定医師研修機関（山形県医師会指定）                     | 日本整形外科学会専門医制度研修施設       |
| 日本病院総合診療医学会認定施設                                     | 日本病理学会研修登録施設                 |
| 日本臨床神経生理学会認定施設                                       | 日本臨床細胞学会認定施設                 |
| 一次脳卒中センター(PSC)                                            | 日本麻酔科学会麻酔科認定病院             |
| 日本産科婦人科内視鏡学会認定研修施設                               | 日本臨床栄養治療学会NST稼働施設          |
| 日本東洋医学会研修施設                                             | 日本栄養療法推進協議会NST稼働施設        |
| 日本歯科麻酔学会研修機関                                           | 日本口腔外科学会認定准研修施設           |
| 日本専門医機構認定集中治療科研修協力施設                           | 日本医療薬学会がん専門薬剤師研修施設     |
| マンモグラフィ検診施設・画像認定施設                               | 日本アレルギー学会認定教育施設           |
| 日本栄養治療学会NST専門療法士認定教育施設                          | 日本緩和医療学会認定研修施設             |
| 日本腹部救急医学会認定施設                                         |                                          |

## 交通アクセス
- 鶴岡駅より庄内交通バス鶴岡市内廻り2・4コースで5分、「荘内病院前」下車。